# Guthrie County
Das Guthrie County ist ein County im US-amerikanischen Bundesstaat Iowa. Im Jahr 2020 hatte das County 10.623 Einwohner und eine Bevölkerungsdichte von 6,9 Einwohnern pro Quadratkilometer. Der Verwaltungssitz (County Seat) ist Guthrie Center.
Das Guthrie County ist Bestandteil der Metropolregion um die Stadt Des Moines.

## Geografie
Das County liegt südwestlich des geografischen Zentrums von Iowa und hat eine Fläche von 2536 Quadratkilometern, wovon sechs Quadratkilometer Wasserfläche sind.
Es wird vom Middle Raccoon River und dem South Raccoon River durchflossen, die über den Raccoon River und den Des Moines River zum Stromgebiet des Mississippi gehören. Im mittleren Nordosten des Guthrie County wird der Middle Raccoon River zum Lake Panorama aufgestaut.
An das Guthrie County grenzen folgende Nachbarcountys:
| Carroll County | Greene County |                |
| Audubon County |               | Dallas County  |
| Cass County    | Adair County  | Madison County |

## Geschichte
Das Guthrie County wurde am 15. Januar 1851 aus ehemaligen Teilen des Jackson County gebildet. Benannt wurde es nach Captain Edwin B. Guthrie, der im mexikanischen Krieg gefallen war.

## Demografische Daten
Nach der Volkszählung im Jahr 2010 lebten im Guthrie County 10.954 Menschen in 4.764 Haushalten. Die Bevölkerungsdichte betrug 7,2 Einwohner pro Quadratkilometer. In den 4.764 Haushalten lebten statistisch je 2,25 Personen.
Ethnisch betrachtet setzte sich die Bevölkerung zusammen aus 97,6 Prozent Weißen, 0,1 Prozent Afroamerikanern, 0,2 Prozent amerikanischen Ureinwohnern, 0,3 Prozent Asiaten sowie aus anderen ethnischen Gruppen; 0,9 Prozent stammten von zwei oder mehr Ethnien ab. Unabhängig von der ethnischen Zugehörigkeit waren 1,8 Prozent der Bevölkerung spanischer oder lateinamerikanischer Abstammung.
23,9 Prozent der Bevölkerung waren unter 18 Jahre alt, 56,2 Prozent waren zwischen 18 und 64 und 19,9 Prozent waren 65 Jahre oder älter. 50,3 Prozent der Bevölkerung war weiblich.
Das jährliche Durchschnittseinkommen eines Haushalts lag bei 48.626 USD. Das Prokopfeinkommen betrug 26.219 USD. 9,2 Prozent der Einwohner lebten unterhalb der Armutsgrenze.

## Ortschaften im Guthrie County
Citys
| - Adair1 - Bagley - Bayard - Casey1 | - Coon Rapids2 - Guthrie Center - Jamaica - Menlo | - Panora - Stuart1 - Yale |

Census-designated places (CDP)
- Diamondhead Lake
- Lake Panorama

Unincorporated Communities
| - Arbor Hill - Barrett Superette - Canby | - Dale - Fanslers - Glendon | - Howe - Monteith - Wichita |

1 – teilweise im Adair County

2 – überwiegend im Carroll County

## Gliederung
Das Guthrie County ist in 17 Townships eingeteilt:
| Township            | Einwohner (2010) | FIPS     |
| ------------------- | ---------------- | -------- |
| Baker Township      | 228              | 19-90105 |
| Bear Grove Township | 160              | 19-90147 |
| Beaver Township     | 599              | 19-90162 |
| Cass Township       | 2410             | 19-90501 |
| Dodge Township      | 519              | 19-91008 |
| Grant Township      | 216              | 19-91659 |
| Highland Township   | 670              | 19-91935 |
| Jackson Township    | 308              | 19-92118 |
| Orange Township     | 130              | 19-93192 |

| Township          | Einwohner (2010) | FIPS     |
| ----------------- | ---------------- | -------- |
| Penn Township     | 524              | 19-93279 |
| Richland Township | 493              | 19-93591 |
| Seely Township    | 209              | 19-93807 |
| Stuart Township   | 1064             | 19-94020 |
| Thompson Township | 623              | 19-94110 |
| Union Township    | 117              | 19-94212 |
| Valley Township   | 1823             | 19-94302 |
| Victory Township  | 861              | 19-94353 |